# Records du Portugal d'athlétisme

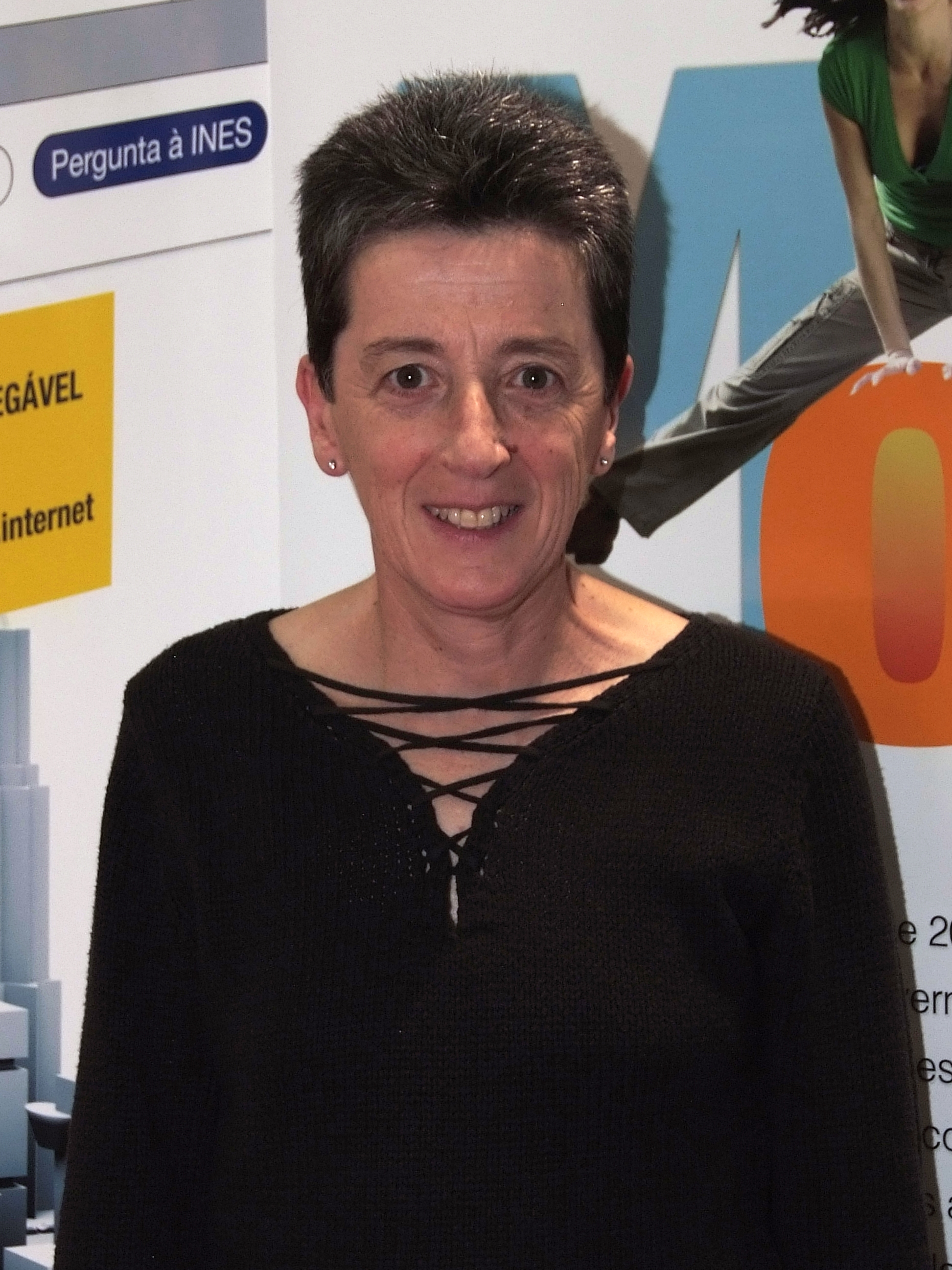
Rosa Mota, plus grande marathonienne de l'histoire.

Les records du Portugal d'athlétisme sont les meilleures performances réalisées par des athlètes portugais et homologuées par la Fédération portugaise d'athlétisme.

## Plein air

### Hommes
| Épreuve              | Record | Athlète                                                                            | Date                       | Compétition                                         | Lieu            | Réf.   |
| -------------------- | --- | ---------------------------------------------------------------------------------- | -------------------------- | --------------------------------------------------- | --------------- | ------ |
| 100 m                | 9 s 86 (+0,6 m/s) (AR) | Francis Obikwelu                                                                   | 22 août 2004               | Jeux olympiques                                     | Athènes         | [ 1 ]  |
| 200 m                | 20 s 01 (+1,6 m/s) | Francis Obikwelu                                                                   | 10 août 2006               | Championnats d'Europe                               | Göteborg        |        |
| 400 m                | 44 s 79 | João Coelho                                                                        | 3 août 2023                | Universiades                                        | Chengdu         | [ 2 ]  |
| 800 m                | 1 min 44 s 91 | Rui Silva                                                                          | 20 août 2002               |                                                     | Saint-Sébastien |        |
| 1 000 m              | 2 min 14 s 00 | Grazina Ferreira Cordeiro                                                          | 23 août 2012               |                                                     | Lisbonne        | [ 3 ]  |
| 1 500 m              | 3 min 30 s 07 | Rui Silva                                                                          | 19 juillet 2002            | Herculis                                            | Monaco          |        |
| Mile                 | 3 min 49 s 50 | Rui Silva                                                                          | 12 juillet 2002            | Golden Gala                                         | Rome            |        |
| 3 000 m              | 7 min 39 s 69 | António Leitão                                                                     | 26 août 1983               | Mémorial Van Damme                                  | Bruxelles       |        |
| 5 000 m              | 13 min 02 s 86 | António Pinto                                                                      | 12 août 1998               | Weltklasse Zürich                                   | Zurich          |        |
| 10 000 m             | 27 min 12 s 47 | António Pinto                                                                      | 30 juillet 1999            | DN Galan                                            | Stockholm       |        |
| 5 km (route)         | 13 min 51 s | Paulo Guerra                                                                       | 13 avril 1996              |                                                     | Portsmouth      |        |
| 10 km (route)        | 28 min 1 s | Isaac Nader                                                                        | 4 janvier 2025             |                                                     | Figueira da Foz |        |
| Semi-marathon        | 59 min 40 s | Samuel Barata                                                                      | 22 octobre 2023            | Semi-marathon de Valence                            | Valence         | [ 4 ]  |
| Marathon             | 2 h 06 min 36 s | António Pinto                                                                      | 16 avril 2000              | Marathon de Londres                                 | Londres         |        |
| 100 km               | 6 h 45 min 28 s | Luís Saraiva                                                                       | 7 avril 1991               |                                                     | Madrid          |        |
| 110 m haies          | 13 s 47 (+1,3 m/s) | João Almeida                                                                       | 8 juillet 2012             | Championnats nationaux                              | Lisbonne        | [ 5 ]  |
| 400 m haies          | 48 s 77 | Pedro Rodrigues                                                                    | 10 août 1994               | Championnats d'Europe                               | Helsinki        |        |
| 400 m haies          | 48 s 77 | Carlos Silva                                                                       | 11 août 1999               | Weltklasse Zürich                                   | Zurich          |        |
| 3 000 m steeple      | 8 min 19 s 82 | Manuel Silva                                                                       | 27 juillet 2004            | DN Galan                                            | Stockholm       |        |
| Saut en hauteur      | 2,28 m (i) | Paulo Conceição                                                                    | 1er février 2020           |                                                     | Luxembourg      | [ 6 ]  |
| Saut à la perche     | 5,82 m (i) | Pedro Buaró                                                                        | 10 février 2024            | Championnats interclubs en salle                    | Pombal          | [ 7 ]  |
| Saut en longueur     | 8,36 m (+1,2 m/s) | Carlos Calado                                                                      | 20 juin 1997               |                                                     | Lisbonne        |        |
| Triple saut          | 18,04 m (-0,6 m/s) | Pedro Pablo Pichardo                                                               | 11 juin 2024               | Championnats d'Europe                               | Rome            | [ 8 ]  |
| Lancer du poids      | 21,56 m | Tsanko Arnaudov                                                                    | 24 juin 2017               | Championnats d'Europe par équipes First League      | Vaasa           | [ 9 ]  |
| Lancer du disque     | 64,36 m | Emanuel Sousa                                                                      | 25 mai 2024                |                                                     | Castres         | [ 10 ] |
| Lancer du marteau    | 76,86 m | Vítor Costa                                                                        | 21 juillet 2004            |                                                     | Reims           |        |
| Lancer du javelot    | 84,78 m | Leandro Ramos                                                                      | 13 mai 2022                | Doha Diamond League                                 | Doha            | [ 11 ] |
| Décathlon            | 8 213 pts | Mário Aníbal                                                                       | 30 juin – 1er juillet 2001 | Coupe d'Europe des épreuves combinées Second League | Kaunas          | [ 12 ] |
| Décathlon            | 10 s 96 (+0,7 m/s) (100 m), 7,23 m (+1,2 m/s) (longueur), 15,24 m (poids), 2,01 m (hauteur), 48 s 49 (400 m) / 14 s 80 (-2,2 m/s) (110 m haies), 48,33 m (disque), 4,80 m (perche), 54,55 m (javelot), 4 min 28 s 28 (1 500 m) |                                                                                    |                            |                                                     |                 |        |
| 20 km marche (route) | 1 h 20 min 09 s | João Vieira                                                                        | 8 août 2006                | Championnats d'Europe                               | Göteborg        |        |
| 35 km marche (route) | 2 h 33 min 23 s | João Vieira                                                                        | 23 avril 2022              |                                                     | Dudince         |        |
| 50 km marche (route) | 3 h 45 min 17 s | João Vieira                                                                        | 4 mars 2012                | Championnats nationaux                              | Pontevedra      | [ 13 ] |
| 4 × 100 m            | 38 s 65 | Équipe nationale Andre Costa Francis Obikwelu Arnaldo Abrantes Yazaldes Nascimento | 1er août 2015              | Meeting de Rieti                                    | Rieti           | [ 14 ] |
| 4 × 400 m            | 3 min 1 s 89 | Équipe nationale Ricardo dos Santos Ericsson Tavares João Coelho Omar Elkhatib     | 12 juin 2024               | Championnats d'Europe                               | Rome            | [ 15 ] |

### Femmes
| Épreuve              | Record | Athlète                                                                   | Date               | Compétition                                   | Lieu                       | Réf.   |
| -------------------- | --- | ------------------------------------------------------------------------- | ------------------ | --------------------------------------------- | -------------------------- | ------ |
| 100 m                | 11 s 10 (+1,8 m/s) | Lorène Bazolo                                                             | 14 août 2021       | Résisprint                                    | La Chaux-de-Fonds          | [ 16 ] |
| 200 m                | 22 s 64 (+1,9 m/s) | Lorène Bazolo                                                             | 14 août 2021       | Résisprint                                    | La Chaux-de-Fonds          |        |
| 400 m                | 50 s 59 | Cátia Azevedo                                                             | 3 juin 2021        | Meeting Iberoamericano de Atletismo           | Huelva                     | [ 17 ] |
| 800 m                | 1 min 58 s94 | Carla Sacramento                                                          | 13 août 1997       | Weltklasse Zürich                             | Zurich                     |        |
| 1000 m               | 2 min 27 s94 | Julia Caillos                                                             | 13 août 2016       | Herculis                                      | Monaco                     |        |
| 1 500 m              | 3 min 57 s 71 | Carla Sacramento                                                          | 8 août 1998        | Herculis                                      | Monaco                     |        |
| Mile                 | 4 min 22 s 45 | Marta Pen                                                                 | 2 septembre 2018   | ISTAF Meeting                                 | Berlin                     |        |
| 3 000 m              | 8 min 30 s 22 | Carla Sacramento                                                          | 4 août 1999        | Herculis                                      | Monaco                     |        |
| 5 000 m              | 14 min 36 s 45 | Fernanda Ribeiro                                                          | 22 juillet 1995    |                                               | Hechtel-Eksel              |        |
| 10 000 m             | 30 min 22 s 88 | Fernanda Ribeiro                                                          | 30 septembre 2000  | Jeux olympiques                               | Sydney                     |        |
| 5 km (route)         | 16 min 59 s | Ana Mafalda Ferreira                                                      | 24 septembre 2023  |                                               | Viana do Castelo           |        |
| 10 km (route)        | 31 min 25 s | Sara Moreira                                                              | 20 décembre 2008   |                                               | Lisbonne                   |        |
| Semi-marathon        | 1 h 08 min 33 s | Ana Dulce Félix                                                           | 20 mars 2011       | Semi-marathon de Lisbonne                     | Lisbonne                   | [ 18 ] |
| Marathon             | 2 h 23 min 29 s | Rosa Mota                                                                 | 20 octobre 1985    | Marathon de Chicago                           | Chicago                    |        |
| 100 km               | 7 h 34 min 37 s | Alzira Lário                                                              | 17 juin 1994       |                                               | Tourhout                   |        |
| 100 m haies          | 13 s 14 (+2,0 m/s) | Isabel Abrantes                                                           | 13 août 2000       | Championnats du Portugal                      | Coimbra                    | [ 19 ] |
| 400 m haies          | 54 s 65 | Fatoumata Diallo                                                          | 10 juin 2024       | Championnats d'Europe                         | Rome                       | [ 20 ] |
| 3 000 m steeple      | 9 min 18 s 54 | Jéssica Augusto                                                           | 10 juin 2010       | Gran Premio de Andalucía                      | Huelva                     | [ 21 ] |
| Saut en hauteur      | 1,88 m | Sónia Carvalho                                                            | 3 juin 2001        |                                               | Vila Real de Santo António |        |
| Saut à la perche     | 4,51 m (i) | Marta Onofre                                                              | 6 mars 2016        | Championnats du Portugal interclubs en salle  | Pombal                     | [ 22 ] |
| Saut en longueur     | 7,12 m (+1,3 m/s) | Naide Gomes                                                               | 29 juillet 2008    | Herculis                                      | Monaco                     |        |
| Triple saut          | 15,01 m (+1,0 m/s) | Patrícia Mamona                                                           | 1er août 2021      | Jeux olympiques                               | Tokyo                      | [ 23 ] |
| Lancer du poids      | 20,43 m (i) | Auriol Dongmo                                                             | 18 mars 2022       | Championnats du monde en salle                | Belgrade                   | [ 24 ] |
| Lancer du disque     | 66,60 m | Irina Rodrigues                                                           | 10 mars 2024       | Coupe d'Europe des lancers                    | Leiria                     | [ 25 ] |
| Lancer du marteau    | 69,55 m | Vânia Silva                                                               | 29 mai 2011        | Coupe d'Europe des clubs                      | Vila Real de Santo António | ,      |
| Lancer du javelot    | 59,76 m | Sílvia Cruz                                                               | 21 juin 2008       | Coupe d'Europe des nations First League       | Leiria                     |        |
| Heptathlon           | 6 230 pts | Naide Gomes                                                               | 16–17 juillet 2005 | Championnats d'Espagne des épreuves combinées | Logroño                    |        |
| Heptathlon           | 13 s 54 (0,0 m/s) (100 m haies), 1,79 m (hauteur), 13,87 m (poids), 24 s 87 (0,0 m/s) (200 m) / 6,39 m (0,0 m/s) (longueur), 41,66 m (javelot), 2 min 17 s 00 (800 m) |                                                                           |                    |                                               |                            |        |
| 20 km marche (route) | 1 h 27 min 46 s | Ana Cabecinha                                                             | 21 août 2008       | Jeux olympiques                               | Pékin                      | [ 28 ] |
| 50 km marche (route) | 4 h 5 min 56 s (AR) | Inês Henriques                                                            | 13 août 2017       | Championnats du monde                         | Londres                    | [ 29 ] |
| 4 × 100 m            | 43 s 85 | Équipe nationale Lorène Bazolo Rosalina Santos Lurdes Oliveira Íris Silva | 11 juin 2024       | Championnats d'Europe                         | Rome                       | [ 30 ] |
| 4 × 400 m            | 3 min 29 s 38 | Équipe nationale Marta Moreira Lucrécia Jardim Elsa Amaral Eduarda Coelho | 7 août 1992        | Jeux olympiques                               | Barcelone                  |        |

## Salle

### Hommes
| Discipline       | Performance | Athlète                                                          | Compétition                                     | Lieu        | Date                        | Réf.          |
| ---------------- | --- | ---------------------------------------------------------------- | ----------------------------------------------- | ----------- | --------------------------- | ------------- |
| 60 m             | 6 s 53 | Francis Obikwelu                                                 | Championnats d'Europe en salle                  | Paris       | 6 mars 2011                 |               |
| 200 m            | 21 s 01 | João Coelho                                                      |                                                 | Pombal      | 27 février 2022             |               |
| 400 m            | 45 s 86 | João Coelho                                                      | Championnats du monde en salle                  | Glasgow     | 2 mars 2024                 |               |
| 800 m            | 1 min 46 s 18 | Isaac Nader                                                      |                                                 | Pombal      | 23 février 2025             |               |
| 1 500 m          | 3 min 32 s 59 | Isaac Nader                                                      | Meeting Hauts-de-France Pas-de-Calais           | Liévin      | 13 février 2025             | [ 31 ]        |
| 3 000 m          | 7 min 39 s 44 | Rui Silva                                                        | Sparkassen-Cup                                  | Stuttgart   | 6 février 2000              |               |
| 5 000 m          | 13 min 29 s 75 | Duarte Gomes                                                     |                                                 | Boston      | 1er février 2025            |               |
| 60 m haies       | 7 s 66 | Rasul Dabo João Almeida                                          | Moselle Athlélor Championnats d'Europe en salle | Metz Prague | 28 février 2014 6 mars 2015 | [ 32 ] [ 33 ] |
| Saut en hauteur  | 2,28 m | Paulo Conceição                                                  |                                                 | Kirchberg   | 1er février 2020            | [ 34 ]        |
| Saut à la perche | 5,82 m | Pedro Buaró                                                      | Championnats interclubs en salle                | Pombal      | 10 février 2024             | [ 7 ]         |
| Saut en longueur | 8,22 m | Carlos Calado                                                    |                                                 | Espinho     | 26 janvier 2002             |               |
| Triple saut      | 17,60 m | Pedro Pichardo                                                   | Championnats d'Europe en salle                  | Istanbul    | 3 mars 2023                 | [ 35 ]        |
| Lancer du poids  | 21,28 m | Francisco Belo                                                   | Championnats d'Europe en salle                  | Toruń       | 5 mars 2021                 | [ 36 ]        |
| Heptathlon       | 5 980 points | Samuel Remédios                                                  | Championnats du Portugal en salle               | Pombal      | 10-11 février 2018          |               |
| Heptathlon       | 6 s 92 (60 m), 7,52 m (longueur), 13,70 m (poids), 2,03 m (hauteur), 7 s 98 (60 m haies), 5,00 m (perche), 2 min 57 s 33 (1 000 m) |                                                                  |                                                 |             |                             |               |
| 5 000 m marche   | 18 min 52 s 25 | José Urbano                                                      |                                                 | Braga       | 22 février 1992             |               |
| 4 × 400 m        | 3 min 6 s 57 | Ericsson Tavares Victor Ricardo Santos João Coelho Omar Elkhatib | Championnats du monde en salle                  | Glasgow     | 3 mars 2024                 |               |

### Femmes
| Discipline       | Performance                                                                                     | Athlète                                                              | Compétition                      | Lieu                     | Date                                    | Réf.   |
| ---------------- | ----------------------------------------------------------------------------------------------- | -------------------------------------------------------------------- | -------------------------------- | ------------------------ | --------------------------------------- | ------ |
| 60 m             | 7 s 17                                                                                          | Lorène Bazolo Arialis Martinez Lorène Bazolo                         | Championnats d'Europe en salle   | Lisbonne Istanbul Madrid | 6 mars 2022 3 mars 2023 28 février 2025 | [ 37 ] |
| 200 m            | 23 s 21                                                                                         | Lucrécia Jardim                                                      | Championnats d'Europe en salle   | Valence                  | 28 février 1998                         |        |
| 400 m            | 52 s 43                                                                                         | Cátia Azevedo                                                        |                                  | Madrid                   | 23 février 2024                         |        |
| 800 m            | 2 min 00 s 79                                                                                   | Patrícia Silva                                                       |                                  | Pombal                   | 8 février 2025                          |        |
| 1 500 m          | 4 min 04 s 11                                                                                   | Carla Sacramento                                                     | Meeting Pas de Calais            | Liévin                   | 25 février 2001                         |        |
| 3 000 m          | 8 min 36 s 79                                                                                   | Carla Sacramento                                                     | Aviva Indoor Grand Prix          | Birmingham               | 17 février 2002                         |        |
| 60 m haies       | 8 s 08                                                                                          | Isabel Abrantes                                                      |                                  | Espinho                  | 17 février 2001                         |        |
| Saut en hauteur  | 1,88 m                                                                                          | Naide Gomes                                                          | Championnats du monde en salle   | Budapest                 | 5 mars 2004                             |        |
| Saut à la perche | 4,51 m                                                                                          | Marta Onofre                                                         | Championnats portugais des clubs | Pombal                   | 6 mars 2016                             | [ 38 ] |
| Saut en longueur | 7,00 m                                                                                          | Naide Gomes                                                          | Championnats du monde en salle   | Valence                  | 9 mars 2008                             | [ 39 ] |
| Triple saut      | 14,53 m                                                                                         | Patrícia Mamona                                                      | Championnats d'Europe en salle   | Toruń                    | 7 mars 2021                             | [ 40 ] |
| Lancer du poids  | 20,43 m                                                                                         | Auriol Dongmo                                                        | Championnats du monde en salle   | Belgrade                 | 18 mars 2022                            | [ 41 ] |
| Pentathlon       | 4 759 points                                                                                    | Naide Gomes                                                          | Championnats du monde en salle   | Budapest                 | 5 mars 2004                             |        |
| Pentathlon       | 8 s 48 (60m haies), 1,88 m (hauteur), 15,08 m (poids), 6,45 m (longueur), 2 min 21 s 69 (800 m) |                                                                      |                                  |                          |                                         |        |
| 3 000 m marche   | 12 min 13 s 39                                                                                  | Vitória Oliveira                                                     |                                  | Pombal                   | 22 février 2025                         |        |
| 4 × 200 m        | 1 min 39 s 60                                                                                   | Sandra Almeida Natália Moura Patricia Rebelo Maria do Carmo Silveira |                                  | Espinho                  | 29 janvier 2000                         |        |
| 4 × 400 m        | 3 min 31 s 93                                                                                   | Fatoumata Diallo Carina Vanessa Cátia Azevedo Vera Barbosa           | Championnats du monde en salle   | Glasgow                  | 3 mars 2024                             |        |